# Heliconia terciopela
Heliconia terciopela är en enhjärtbladig växtart som beskrevs av Walter John Emil Kress och Julio Betancur. Heliconia terciopela ingår i släktet Heliconia och familjen Heliconiaceae. Inga underarter finns listade.